# Lijst van voetbalinterlands Pakistan - Thailand
Deze lijst van voetbalinterlands is een overzicht van alle officiële voetbalinterlands tussen de nationale teams van Pakistan en Thailand. De landen hebben tot op heden vijf keer tegen elkaar gespeeld. De eerste ontmoeting, een vriendschappelijke wedstrijd, werd gespeeld in Kuala Lumpur (Maleisië) op 5 augustus 1960. Het laatste duel, een kwalificatiewedstrijd voor het Wereldkampioenschap voetbal 2002, vond plaats op 28 mei 2001 in Bangkok.

## Wedstrijden
| № | Plaats       | Datum             | Competitie             | Wedstrijd           | Uitslag |
| - | ------------ | ----------------- | ---------------------- | ------------------- | ------- |
| 1 | Kuala Lumpur | 5 augustus 1960   | Vriendschappelijk      | Thailand − Pakistan | 0 − 7   |
| 2 | Bangkok      | 11 november 1981  | Vriendschappelijk      | Thailand − Pakistan | 1 − 0   |
| 3 | Daegu        | 29 september 1986 | Aziatische Spelen 1986 | Pakistan − Thailand | 0 − 6   |
| 4 | Beiroet      | 15 mei 2001       | WK 2002 kwalificatie   | Thailand − Pakistan | 3 − 0   |
| 5 | Bangkok      | 28 mei 2001       | WK 2002 kwalificatie   | Pakistan − Thailand | 0 − 6   |

## Samenvatting
| Competitie        | Totaal gespeeld | Winst Pakistan | Gelijk | Winst Thailand | Doelsaldo Pakistan – Thailand |
| ----------------- | --------------- | -------------- | ------ | -------------- | ----------------------------- |
| WK-kwalificatie   | 2               | 0              | 0      | 2              | 0 − 9                         |
| Aziatische Spelen | 1               | 0              | 0      | 1              | 0 − 6                         |
| Vriendschappelijk | 2               | 1              | 0      | 1              | 7 − 1                         |
| Totaal            | 5               | 1              | 0      | 4              | 7 − 16                        |

PFF · A-Internationals · Olympisch elftal · Pakistaans vrouwenelftal
1950 – 1959 · 
1960 – 1969 · 
1970 – 1979 · 
1980 – 1989 · 
1990 – 1999 · 
2000 – 2009 · 
2010 – 2019 ·
2020 − 2029
Afghanistan ·
Bahrein ·
Bangladesh ·
Bhutan ·
Brunei ·
Cambodja ·
China ·
Djibouti ·
Filipijnen ·
Guam ·
India ·
Indonesië ·
Irak ·
Iran ·
Israël ·
Japan ·
Jemen ·
Jordanië ·
Kazachstan ·
Kenia ·
Kirgizië ·
Koeweit ·
Libanon ·
Macau ·
Malediven ·
Maleisië ·
Mauritius ·
Myanmar ·
Nepal ·
Noord-Korea ·
Oman ·
Palestina ·
Qatar ·
Saoedi-Arabië ·
Singapore ·
Sri Lanka ·
Syrië ·
Tadzjikistan ·
Taiwan ·
Thailand ·
Turkije ·
Turkmenistan ·
Verenigde Arabische Emiraten ·
Zuid-Korea ·
Zuid-Vietnam
FAT · A-internationals · Bondscoaches · Statistieken · Thais vrouwenelftal · Thailand U21 · Thailand U20 · Thailand U19 · Thailand U18 · Thailand U17
1950 – 1959 · 
1960 – 1969 · 
1970 – 1979 · 
1980 – 1989 · 
1990 – 1999 · 
2000 – 2009 · 
2010 – 2019 ·
2020 − 2029
Asian Cup 1972 ·
Asian Cup 1992 · 
Asian Cup 1996 · 
Asian Cup 2000 · 
Asian Cup 2004 · 
Asian Cup 2007
OS 1956 · 
OS 1968
1956 · 
1957 · 
1958 · 
1959 · 
1960 · 
1961 · 
1962 · 
1963 · 
1964 · 
1965 · 
1966 · 
1967 · 
1968 · 
1969 · 
1970 · 
1971 · 
1972 · 
1973 · 
1974 · 
1975 · 
1976 · 
1977 · 
1978 · 
1979 · 
1980 · 
1981 · 
1982 · 
1983 · 
1984 · 
1985 · 
1986 · 
1987 · 
1988 · 
1989 · 
1990 · 
1991 · 
1992 · 
1993 · 
1994 · 
1995 · 
1996 · 
1997 · 
1998 · 
1999 · 
2000 · 
2001 · 
2002 · 
2003 · 
2004 · 
2005 · 
2006 · 
2007 · 
2008 · 
2009 · 
2010 · 
2011 · 
2012 · 
2013 ·
2014 ·
2015 ·
2016 ·
2017 ·
2018 ·
2019 ·
2020 ·
2021 ·
2022 ·
2023
Afghanistan ·
Australië ·
Bahrein ·
Bangladesh ·
Bhutan ·
Brazilië ·
Brunei ·
Bulgarije ·
Cambodja ·
China ·
Congo-Brazzaville ·
Denemarken ·
Duitsland ·
Egypte ·
Estland ·
Faeröer ·
Filipijnen ·
Finland ·
Gabon ·
Georgië ·
Ghana ·
Hongkong ·
India ·
Indonesië ·
Irak ·
Iran ·
Israël ·
Japan ·
Jemen ·
Jordanië ·
Kameroen · 
Kazachstan ·
Kenia ·
Kirgizië ·
Koeweit ·
Laos ·
Letland ·
Libanon ·
Liberia ·
Libië ·
Liechtenstein ·
Luxemburg ·
Macau ·
Malediven ·
Maleisië ·
Malta ·
Marokko ·
Myanmar ·
Nederland ·
Nepal ·
Nieuw-Zeeland ·
Nigeria ·
Noord-Ierland ·
Noord-Korea ·
Noorwegen ·
Oezbekistan ·
Oman ·
Oost-Timor ·
Pakistan ·
Palestina ·
Papoea-Nieuw-Guinea ·
Polen ·
Qatar ·
Saoedi-Arabië ·
Singapore ·
Slowakije ·
Sri Lanka ·
Suriname ·
Syrië ·
Taiwan ·
Tadzjikistan ·
Trinidad en Tobago ·
Turkmenistan ·
Uruguay ·
Verenigde Arabische Emiraten ·
Verenigde Staten ·
Vietnam ·
Zuid-Afrika ·
Zuid-Korea ·
Zuid-Vietnam ·
Zweden